# Бакаево (Черкасская область)
Бакаево (укр. Бакаєве) — село в Чернобаевском районе Черкасской области Украины.
Почтовый индекс — 19921. Телефонный код — 4739.

## Население
Население по переписи 2001 года составляло 585 человек.

### Языковой состав
Родной язык населения по данным переписи 2001 года:
| Язык       | Численность, чел. | Доля     |
| ---------- | ----------------- | -------- |
| Украинский | 544               | 92,99 %  |
| Русский    | 39                | 6,67 %   |
| Другое     | 2                 | 0,34 %   |
| Итого      | 585               | 100,00 % |

## Местный совет
19920, Черкасская обл., Чернобаевский р-н, с. Франковка, ул. Ленина, 19